# Liga militantnih ateista
Liga militantnih ateista (ruski:Союз воинствующих безбожников); Društvo bezbožnika (ruski:Общество безбожников); Savez bezbožnika (ruski:Союз безбожников) bili su ateističke i protuvjerske organizacije radnika i inteligencije nastale u Sovjetskoj Rusiji pod utjecajem ideoloških, kulturnih pogleda i politike Komunističke partije Sovjetskog Saveza između 1925. i 1947. godine. Članovi Lige bili su članovi Komunističke partije, članovi Komsomola, radnici i vojni veterani.
Liga je bila "po ozračju nezavisna organizacija koju je osnovala Komunistička partija da promiče ateizam". Liga je izdavala novine, časopise, i druge materijale koje su religiju ismijavale satirom; sponzorirala je predavanja i filmove; organizirala je parade i demonstracije; osnivala je antireligijske muzeje; vodila je koncentrirane napore da uvjeri građane Sovjetskog Saveza da su religija, vjerovanja i vjerska praksa "pogrešne" i "štetne", te su prema njihovoj preporuci svi dobri građani trebali prihvatiti znanstveni i ateistički pogled na svijet.

## Podrijetlo i osnivanje
Časopis Bezbožnik (1922. – 1941.), osnovao je i uređivao Jemeljan Jaroslavski, koji je bio ključna osoba u stvaranju Lige. Bio je dobar organizator i održavao je opsežnu mrežu dopisnika i čitalaca. Prvi broj Bezbožnika izašao je u prosincu 1922. godine, dok je godinu dana poslije (1923.) u Moskvi započelo izlaziti mjesečno izdanje koje je bilo posebno obrađeno za tvorničke radnike Bezbožnik u stanka (odnosno znano kao Bezbust). U kolovozu 1924. je osnovana istomišljenička organizacija Moskovsko udruženje bezbožnika.
Udruženje iz Moskve je zastupalo lijevičarski ekstremizam u debati kako razoriti vjere i vjerovanja, tj. kroz aktivno napadanje vjere i vjerovanja u svim njezinim oblicima, za razliku od umjerenog pristupa gdje su zagovarali da s napredkom i obrazovanjem religija će sama od sebe izumrjeti. Moskovsko udruženje je 1924. godine napalo Jaroslavskoga, Anatolija Lunačarskoga te Vladimira Bonč-Brueviča zbog pravljenja razlika između vjera, umjesto koncentracije na pravo bezbožništvo. Udruženje iz Moskve je također nastavilo optuživati Jaroslavskoga zagovarajući umjesto da se napada svećenstvo neke vjere, da se napori usmjere na napadanje vjere i vjerovanje u njihovoj cjelini. Jaroslavski je prosvjedovao protiv te optužbe i kasnije je pristao da su sve vjere neprijatelji socijalizma uključujući i obnoviteljsku sektu unutar Pravoslavne crkve, ali je tvrdio da bi takve mjere i način borbe protiv raznih religija trebale biti oblikovane tako da umjesto istupanja prema vjernicima (od kojih su mnogi prema Jaroslavskome bili lojalni građani Sovjetskog Saveza) kao prema klasnim neprijateljima, težište napora treba bit na preodgoju građana kako bi prihvatili bezbožništvo.

## Nadležnost nad antireligijskom metodologijom
Između kasnih 1920-tih i ranih 1930-tih godina unutar sovjetskog rukovodstva nastala je debata koje mjere i metode bi trebalo rabiti kod suzbijanja religije kod građanstva. Ovu dilemu je riješio Staljin nakon što je osudio sve ekstreme antireligijskog pokreta u Sovjetskom savezu. Ovu osudu prihvatio je Jaroslavski koji je također osobno osudio sve koji nisu slijedili liniju Komunističke partije, tako što je osudio i komunističku desnicu koja je smatrala da ništa ne treba poduzimati jer po njima religija sama izumrijeti napretkom i obrazovanjem,  i komunističku ljevicu koja je napadala sve oblike religije i religioznosti kao klasne neprijatelje. Jaroslavski je odbacivao argument lijevice koja je vjerovala da je religija klasna pojava koja će iščeznuti s pojavom besklasnog društva.  Jaroslavski se suglasio da svi učesnici u antireligijskom pokretu moraju napadati religiju, ali se treba klonuti korištenja nasilja ili fizičke sile.

## Kongres 1929.
Na kongresu 1929. godine Liga militantnih ateista priznala rast broja sekularnih udruženja u Sovjetskom Savezu, ali isto tako zaključili si su da taj porast je bio više lokalnog karaktera nego šira nacionalna pojava. Delegati Kongresa uočili su da vjerske zajednice, među kojima i "stara" Pravoslavna crkva, počele primjenjivati moderne metode kojima su privlačile mlade, te da su laičke vjerske organizacije imale više od milijun članova. Sudionici Kongresa su zaključili da se borba protiv vjere mora zaoštriti, ali su se na insistiranje Jaroslavskoga suglasili da se ne smiju provoditi ekstremističke metode ultralijevih protuvjerskih aktivista. Na istom Kongresu je zahtijevano od države da se državni praznici odmaknu od vjerskih praznika, tako da bude podudaranja. Država je tom zahtjevu udovoljila iste godine.

## Djelatnost
Liga militantnih ateista doživjela je veliki rast između 1929. i 1932. godine. Ovaj veliki porast članstva je zaslužno tome što svi članovi Komsomola su se bili dužni učlaniti u Ligu. Ovim je Liga proširila svoj utjecaj na Komsomol, što se kasnije odrazilo na program 10. kongresa na kojem je bilo izjavljeno sljedeće: "Komsomol strpljivo objašnjava mladima štetnosti praznovjerja i vjerskih predrasuda, i organizira posebne skupove i seminare o tome kako voditi antireligijsku propagandu."  Broj članova Lige poraslo je s 87.000 članova 1926. godine na 500.000 članova 1929. godine, dok je 1931. godine članstvo bilo 5.670.000, nakon čega je članstvo stalo opadati  (1932. godine broj članova opao je na 5,5 milijuna ) (cilj Lige za 1932. godinu bilo je 17 milijuna članova). Od 1932. godine članstvo je stalno opadalo, tako da je 1938. godine broj članova iznosio oko 2 milijuna, ali je tri godine kasnije 1941. godine članstvo poraslo na 3,5 milijuna. Za usporedbu, Komunistička partija je 1941. godine imala samo 1,8 milijuna članova. Više od polovice članova Lige živjeli su u Moskvi i Lenjingradu, dok je u drugim gradovima Liga otvarala ogranke kako bi proširila utjecaj ateističke propagande po selima i manjim gradovima.

## Raspuštanje
Velika represija protiv vjere i vjerskih organizacija pokazala se veoma štetnom nakon invazije nacističke Njemačke na Sovjetski Saveza 1941. godine. Na okupiranim područjima Sovjetskog Saveza njemački okupatori su otvorili crkve koje su prethodno zatvorili Sovjeti u skladu sa svojim programom prisilnog ateiziranja pučanstva. Kada su Nijemci otvorili crkve, milijuni građana su pohrlili nazad a religija je doživjela procvat. Ovo je zabrinulo sovjetsko rukovodstvo, jer ovu dozvolu rada religijskih organizacija na okupiranim područjima Nijemci su u mnogome koristili u svoje propagandne svrhe,  tj. da su okupacijske snage oslobodile narod od vjerskog progona sovjeta. Da bi zadobili nazad povjerenje građnastva i da bi dobili povjerenje Saveznika,) sovjetsko vodstvo je odbacilo i strogo osudilo svako proganjanje vjernika i antireligijsko djelovanje pa je stoga Liga ukinuta kao organizacija. Sve tiskovine Lige prestale su izlaziti u rujnu 1941. godine. Do sada nije pronađen javni podatak o točnoj godini ukidanja Lige, ali se može pretpostaviti da se to dogodilo između 1941. i 1947. godine.